# Kaimar Karu
Kaimar Karu (ur. 30 czerwca 1980) – estoński menedżer i przedsiębiorca, w latach 2019–2020 minister handlu zagranicznego i technologii informacyjnych.

## Życiorys
Absolwent filozofii na Uniwersytecie w Tartu. Zawodowo związany z branżą IT. Właściciel przedsiębiorstwa Mindbridge OÜ. Pracował m.in. w firmie Skype, zajmował też menedżerskie stanowisko w przedsiębiorstwie AXELOS w Londynie. Zajmował się również działalnością szkoleniową.
W listopadzie 2019 objął urząd ministra handlu zagranicznego i technologii informacyjnych w drugim rządzie Jüriego Ratasa. Został rekomendowany na tę funkcję przez Estońską Konserwatywną Partię Ludową (do której nie należał), zastąpił Kert Kingo, która w poprzednim miesiącu złożyła rezygnację. Zakończył urzędowanie w kwietniu 2020; wcześniej utracił poparcie ze strony EKRE, sprzeciwiając się kilkakrotnie różnym propozycjom tego ugrupowania.